# 80 UAV Squadron
Pour les articles homonymes, voir Squadron.
La 80e escadrille de drones (néerlandais : 80 UAV Smaldeel et anglais : 80th UAV Squadron), est l'unique escadrille de drones (Unmanned Aerial Vehicles (UAV) en anglais) de la composante aérienne de l'armée belge. Elle est basée à Florennes, dans la province de Namur.

## Historique
Le 80e Bataillon d'Artillerie est constitué le 1er juillet 1951 et reprend les traditions du service de repérage d'Artillerie par le son et par les lueurs (SRA), anciennement appelé "Service de repérage de l'Artillerie" et "Service Topographique de l'Armée". Les sections de repérage avaient pour mission de repérer, par tous les temps, la position des batteries ennemies grâce aux lueurs et aux sons produits par les coups de départ des obus.
Faisant partie des Forces belges en Allemagne (FBA), l'unité est tout d'abord stationnée à Bergisch Gladbach et reçoit le 9 novembre 1951 son étendard des mains de Sa Majesté le Roi Baudouin. Le Bataillon est alors constitué d'un état-major et de trois batteries d'observation comprenant chacune un peloton topographique, un peloton de repérage aux lueurs, un peloton de repérage par les radars et un peloton de repérage par le son.
En mai 1952, la Batterie B du 80A rejoint Brasschaat et se transforme en centre d'instruction pour les topographes-repéreurs.
En décembre 1956, le Bataillon s'installe à Dellbrück (de) dans la banlieue de Cologne (RFA).
Le 26 août 1960, le Bataillon rejoint la ville de Spa.
Le 1er janvier 1969 à la suite de la restructuration de l'Armée belge, le 80A est réduit à une batterie indépendante composée d'un état-major, de deux pelotons topographiques et d'un peloton de repérage aux lueurs et rejoint à nouveau Dellbrück.
En 1989, le 80A fusionne avec le 1er peloton SCB (Surveillance du Champ de Bataille) et devient la Batterie d'Observation et de Surveillance 80A, utilisant le drone Epervier. Le peloton lueur de la Batterie est dissout.
1990 marque le déménagement de l'unité vers Elsenborn. Le nouveau système B-Hunter — variante belge du RQ-5 Hunter, de Israel Aerospace Industries (IAI) — est livré entre juillet et décembre 2002 et est admis en service en 2004. En juin 2004, l’unité devient le 80 UAV Sqn et intègre la composante air en juillet de cette même année. Le premier déploiement hors du territoire national de l'unité est réalisé en décembre 2004 (Solenzara, Corse).
Le 1er juillet 2005, le 80UAV Sqn est stationnée pour une période de 4 mois à Tuzla Air Base (Bosnie-Herzégovine) en soutien de l'opération EUFOR Althea.
En 2006, dans le cadre des élections en République Démocratique du Congo, l'unité est déployée sur l'aéroport de Ndolo à Kinshasa pour une durée de 5 mois.
Depuis 2008, à la suite des accords passés entre la Défense et le Service public fédéral Santé publique, Sécurité de la chaîne alimentaire et Environnement, les drones du 80 UAV Sqn sont régulièrement engagés au départ de Coxyde dans le cadre de la mission de lutte anti-pollution "Silent Watch".
Dans le cadre du plan de transformation de la Défense de 2011, le 80 UAV Sqn déménage vers la base aérienne de Florennes.
Le cap des 5 000 heures de vol sur B-Hunter a été atteint le 3 mai 2015,.

## Missions
Le 80 UAV Squadron a pour mission la reconnaissance aérienne en temps réel au profit des Forces Armées. Il est également régulièrement engagé au profit d'autres organismes dans le cadre de l'aide à la nation, notamment pour la surveillance des eaux territoriales.

### En opération
- Surveillance de frontières
- Lutte contre le crime organisé
- Collecte d'informations
- Appui aux unités

### Missions effectuées à l'étranger
- 2005 : Mission ALTHEA en Bosnie-Herzégovine
- 2006 : Mission EUFOR RD Congo

### Sur le territoire national
- Régulièrement depuis 2008 : Mission Silent Watch au dessus de la Mer du Nord (Surveillance du dégazage des bateaux en mer du Nord)
- 2016 : Opération Vigilant Guardian[3],[5]
- Depuis 2017, l'unité collabore régulièrement avec le Service public fédéral Finances lors de contrôles douaniers[6],[7],[8]

Lors des vols d'entraînement, l'avion peut également être utilisé pour des opérations ponctuelles telles que :
- Comptage du gibier au profit du Département de la Nature et des Forêts (DNF)
- Aide aux pompiers pendant les incendies dans les Fagnes (2004)

## Composition
L'escadrille possède en 2020 13 drones B-Hunter sur les 18 perçus à l'origine qui doivent être retirés du service le 1er septembre 2020.

## Système B-Hunter
Le système B-Hunter est composé d'une station de contrôle (Ground Control Station, GCS), d'une Station de transmission/reception de données (Ground Data Terminal, GDT) et de l'avion.
Le décollage et l'atterrissage de l'avion se font de manière automatisée grâce à un système laser (Remote Autolanding Position Sensor, RAPS) disposé le long de la piste.

### Ground Control Station(GCS)
La GCS (Ground Control Station) est le "poste de pilotage" du système. L'équipage est composé d'un Mission Commander, d'un Pilote/Navigateur et d'un Real Time Observer.
- Le Mission Commander est l'officier responsable de la planification et de l'exécution du vol en coordination avec les contrôleurs aériens et le demandeur.
- Le Pilote/Navigateur est un sous-officier chargé du pilotage de l'avion et de son positionnement optimal en vue de l'exécution de la mission.
- Le Real Time Observer est un sous-officier chargé de produire l'image et de fournir les renseignements souhaités en manipulant les caméras embarquées, ainsi que de traiter et d'analyser les images en direct ou après le vol.

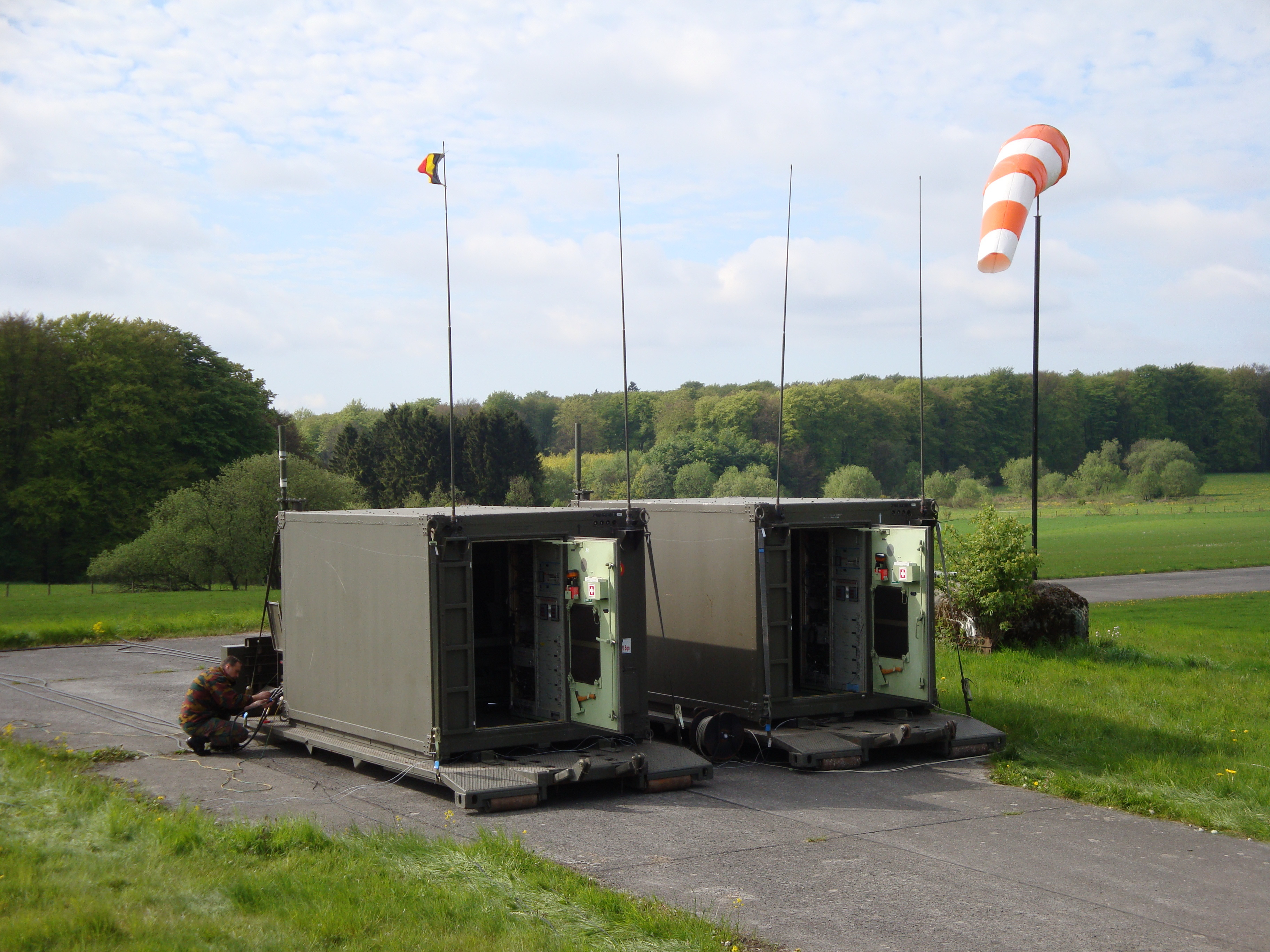
Ground control station.
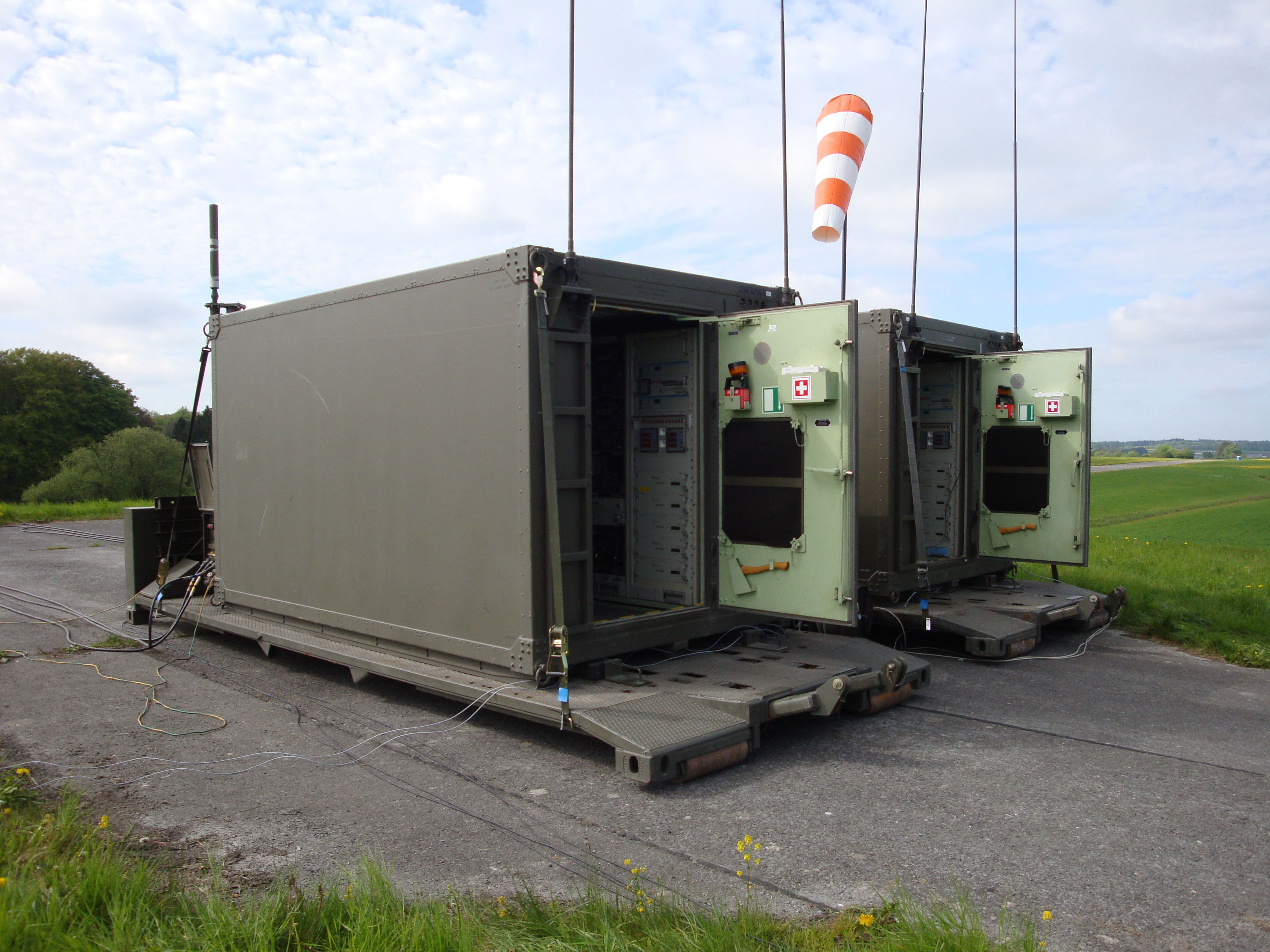
Ground control station.
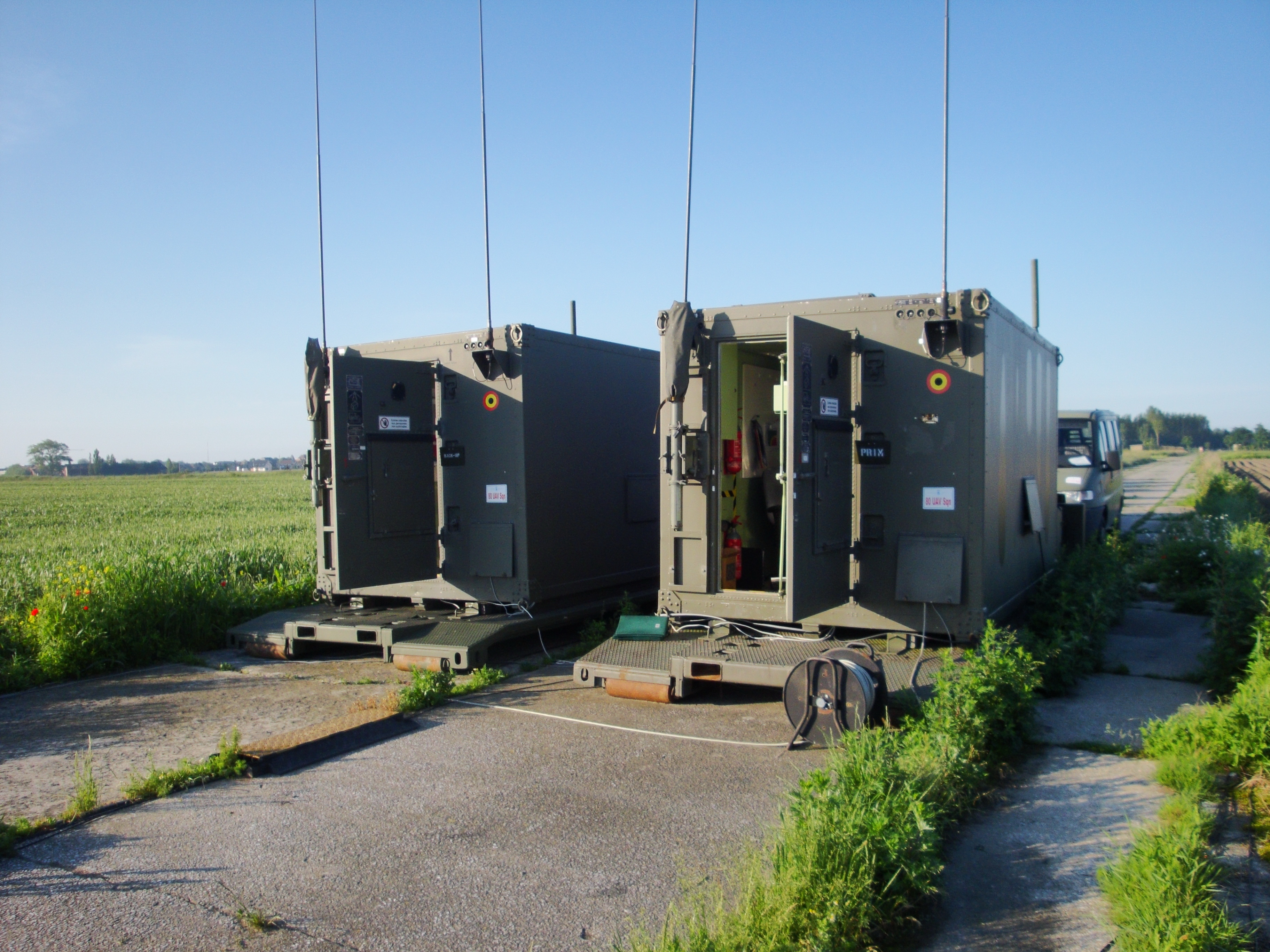
Ground control station.

### Ground Data Terminal(GDT)
Le GDT assure la transmission des commandes, des données de vol, ainsi que les images entre la GCS et l'UAV grâce à une antenne directionnelle et à deux antennes omnidirectionnelles.
Les antennes sont disposées sur un plateau-support mobile. Le plateau-support est généralement placé sur un camion Mercedes-Benz Unimog.

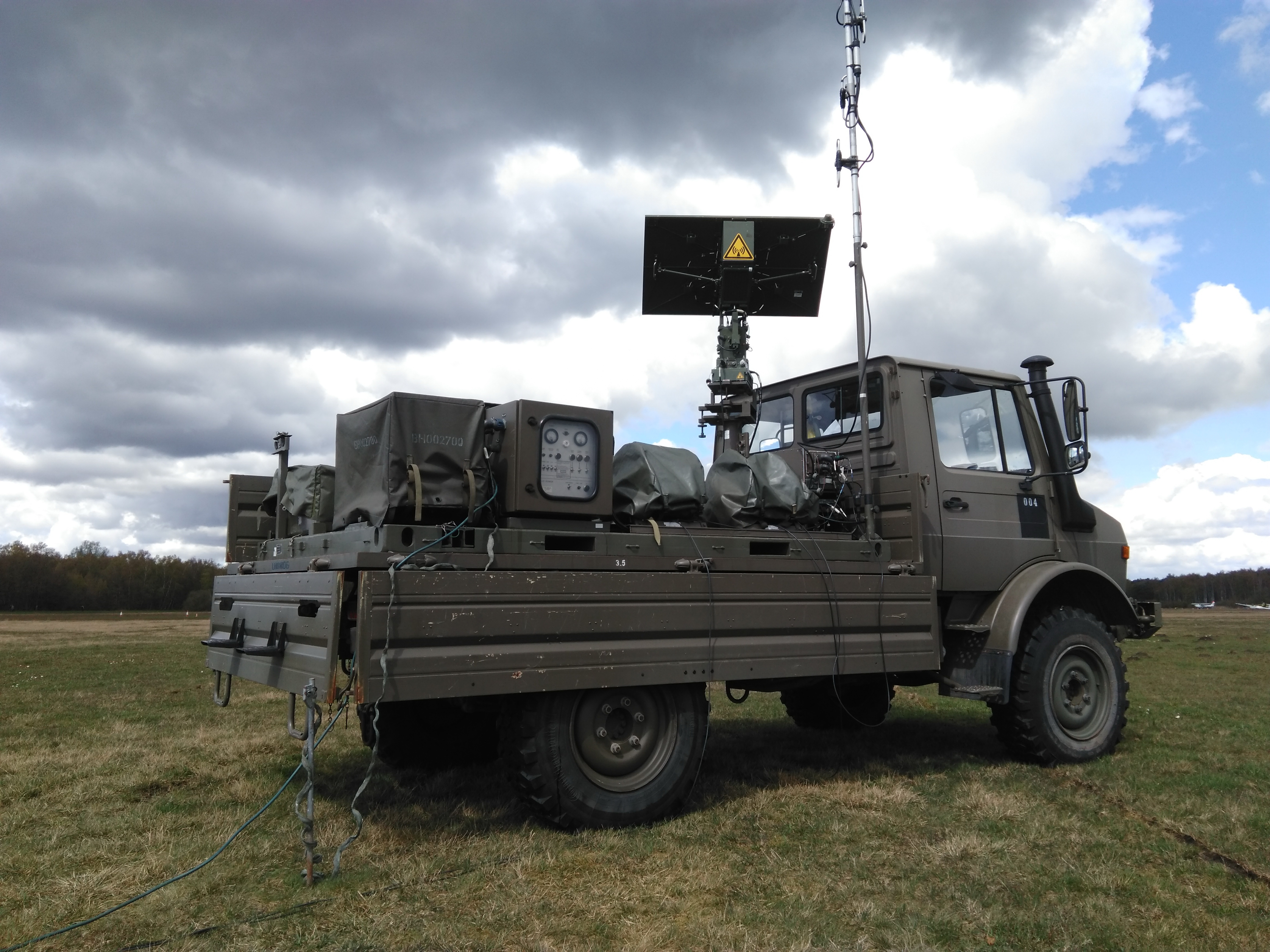
GDT sur Unimog.

### UAV
Le B-Hunter est la version belge du drone de surveillance RQ-5 Hunter, de Israel Aerospace Industries (IAI).
Mise en service : 2004
Date de retrait : 1er septembre 2020

#### Caractéristiques générales
- Envergure : 8,90 m
- Longueur : 6,9 m
- Hauteur : 1,81 m
- Masse à vide : 500 kg
- Masse maximum : 715 kg
- Motorisation : 2 × Moto Guzzi V75 Hi.e, 750 cm3, 65 Max HP

#### Performances
- Vitesse maximum : 200 km/h
- Vitesse de croisière : 110 km/h
- Portée : 100 km
- Endurance : 10 heures
- Plafond : 4 900 m

L'observation est réalisée à l'aide de 2 caméras contenues dans un berceau gyro-stabilisé (Multi-mission Optronic Stabilized Payload, MOSP), l'une pour l'observation de jour, l'autre pour l'observation de nuit.
L'avion est équipé d'un parachute qui permet sa récupération en toute sécurité en cas d'incident de vol.

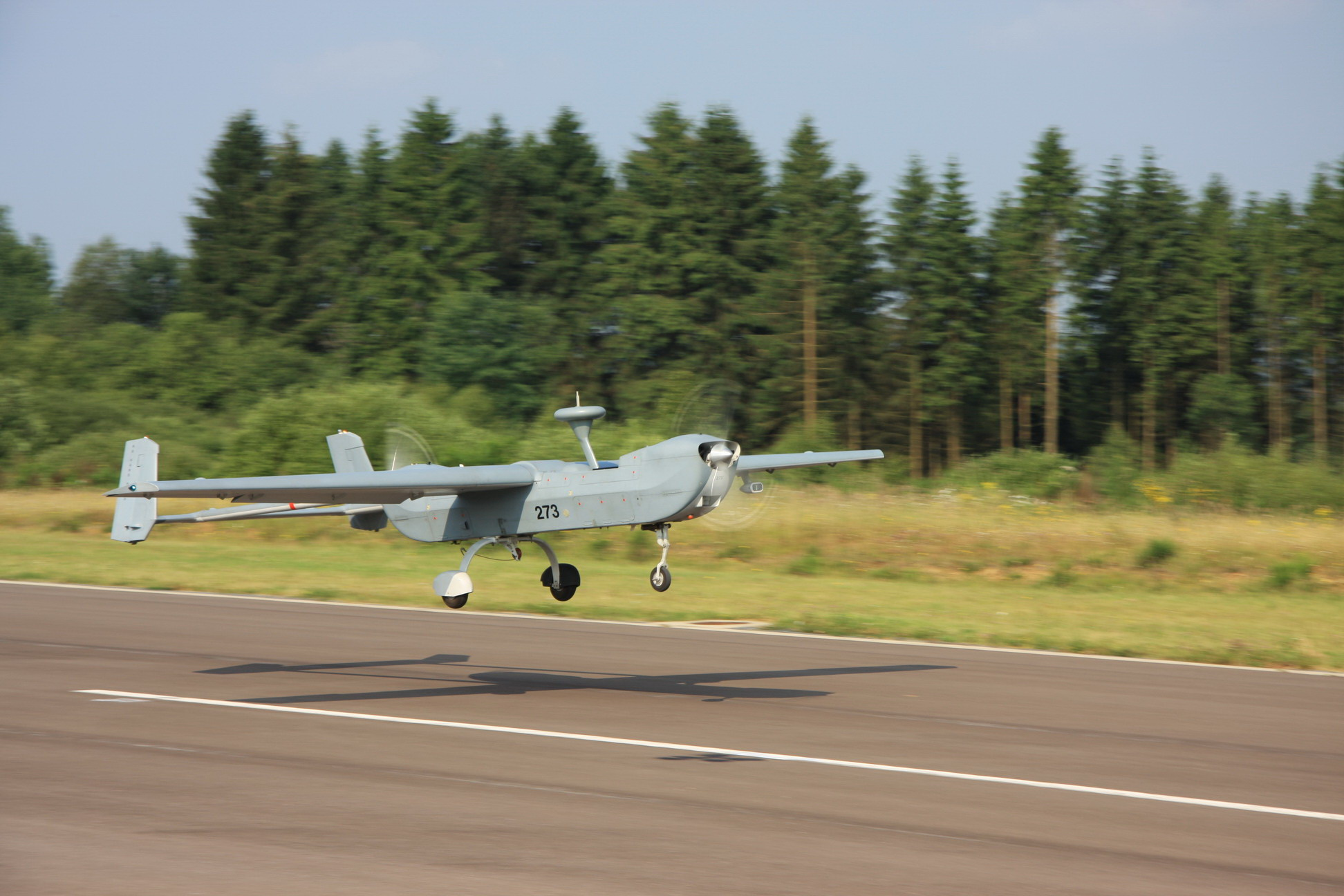
B-Hunter au décollage.
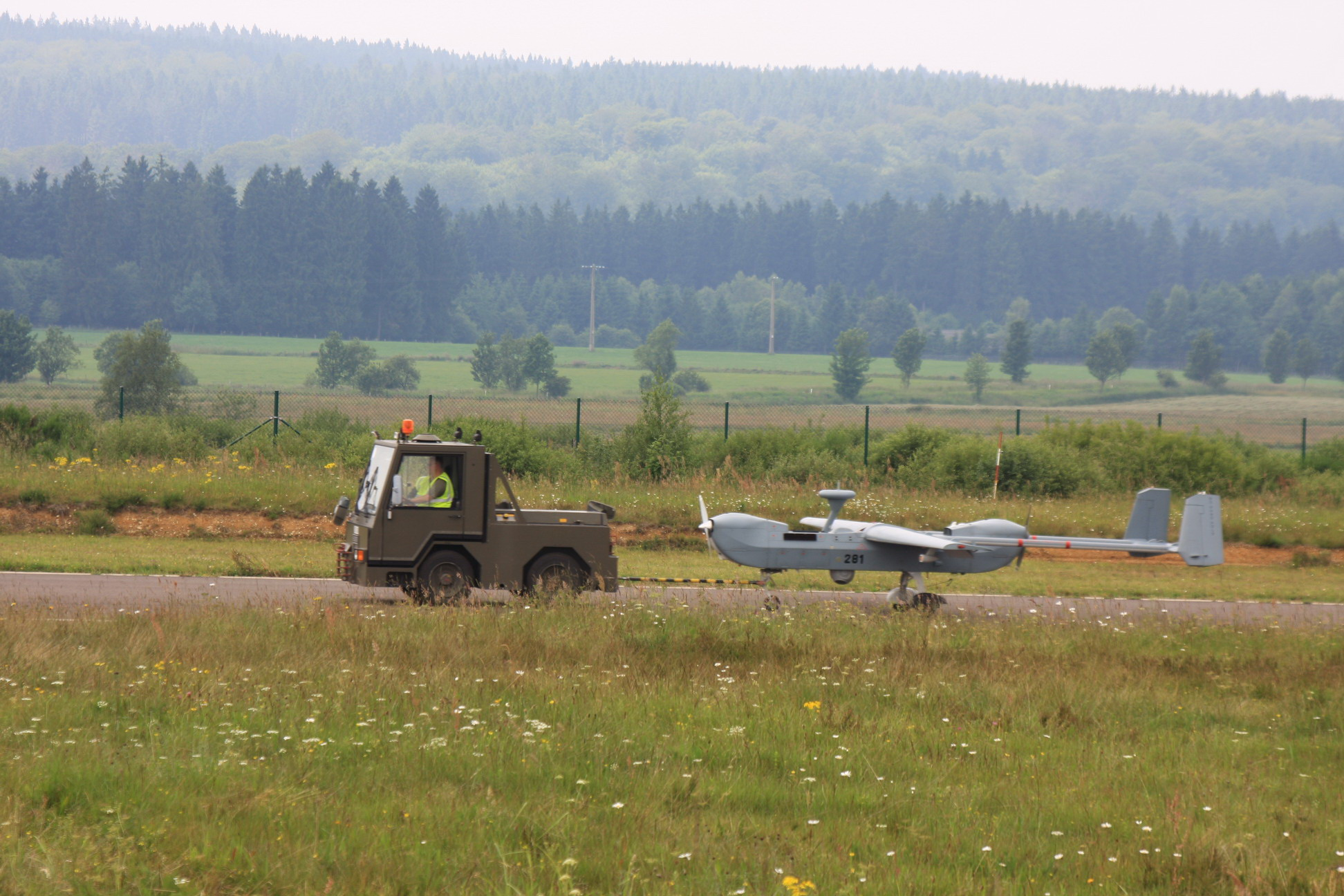
B-Hunter remorqué.

## Remplacement du B-hunter
Suivant le plan stratégique de la Défense du 22 décembre 2015, il est alors prévu que les B-Hunter soient retirés du service et remplacés à partir de 2021 (2 systèmes en 2021 et 4 en 2030). Le 25 octobre 2018, le conseil des ministres a approuvé l'achat de deux systèmes MALE MQ-9B RPA "Sky Guardian", version modernisée du MQ-9 Reaper produite par General Atomics.
Début août 2020, le contrat est finalisé pour un montant de près de 190 millions de dollars, soit environ 159,5 millions d'euros, et la livraison prévue à partir de 2023.
Le 24 juin 2020 est annoncé le retrait d'emploi du système ainsi que la dissolution de l'unité à la date du 01 septembre 2020.